# 加州大麻控制局

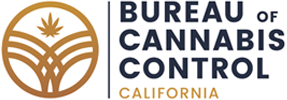

加州大麻控制局（英語：Bureau of Cannabis Control），原名加州医用大麻管制局（Bureau of Medical Marijuana Regulation），是美国加利福尼亚州消费事务部（Department of Consumer Affairs）下属的一个机构，负责根据《医用大麻管制法》（Medical Cannabis Regulation and Safety Act）和《成人大麻使用法》（Adult Use of Marijuana Act）管理医用大麻（MMJ）的开发、销售和使用。自2018年1月1日起，该机构也开始负责非医用大麻市场相关的法律法规。该机构的首任领导是洛瑞·阿贾克斯（Lori Ajax）于2017年2月上任，他被多个媒体戏称为“加州大麻沙皇”。